# Haliplus immaculatus
Haliplus immaculatus ist ein Käfer aus der Familie der Wassertreter (Haliplidae). 

## Merkmale
Die Käfer erreichen eine Körperlänge von 3 Millimetern. Ihr Körper ist länglich oval und rostgelb bis rostrot gefärbt. Die Deckflügel sind hinter den Schultern am breitesten, sind nach hinten jedoch allmählich gerundet verjüngt. Sie tragen schwarze Streifen auf den Punktreihen, die nicht unterbrochen sind. Selten sind diese Streifen auch verbreitert und fließen ineinander über, Quermakel fehlen. Die Deckflügel sind beim Männchen und beim Weibchen glänzend und nicht chagriniert. Der Prosternalfortsatz zwischen den Hüften der Vorderbeine ist gefurcht.

## Vorkommen und Lebensweise
Die Art ist in Nord-, Mittel- und Osteuropa verbreitet. Sie ist Mitteleuropa im Norden und Östen häufiger als im Westen und Süden. Die Tiere leben in sauberen, stehenden und langsam fließenden Gewässern.